# シェモヴィト4世
シェモヴィト4世またはジェモヴィト4世（Siemowit IV / Ziemowit IV、1352年頃 - 1426年）は、マゾフシェ諸公の1人で、プウォツク公を称した。チェルスク、ラーヴァ、プウォツク、ゴスティニンなどを領した。マゾフシェ公シェモヴィト3世の次男、母はオパヴァ公ミクラーシュ2世の娘エウフェミア。

## 生涯
父シェモヴィト3世は、自分の領国をシェモヴィト4世とその兄ヤヌシュ1世との間で分割相続させた。1381年にヴィシュを、1387年にベウツを相続した。1382年、ハンガリー王・ポーランド王のラヨシュ1世が死ぬと、シェモヴィト4世はポーランド次期国王候補に挙げられた。翌1383年にクヤヴィを征服したが、マウォポルスカの貴族達とハンガリーの軍勢によって直ちに撃退された。1386年、シェモヴィト4世はリトアニア大公でポーランド王に選ばれたヨガイラ（ヴワディスワフ2世）の配下に入ることを認め、ポーランド王国の世襲の封臣となった。そして翌1387年、ポーランド王の妹アレクサンドラと結婚し、ベウツとその一帯を与えられた。
ヴィズナ、ザフクシェ、プウォンスクなど、シェモヴィト4世はその領地の多くをドイツ騎士団に奪われた。これらの領地を取り戻すべく、1409年から1410年にかけて行われたポーランド・リトアニア・テュートン戦争に参加している。グルンヴァルトの戦いでも、3つの部隊を率いてポーランド側に立って戦った。

## 子女
1387年、リトアニア大公アルギルダスの娘アレクサンドラ（ポーランド王、リトアニア大公ヴワディスワフ2世の妹）と結婚し、妻との間に5男7女をもうけた。
1. シェモヴィト5世（1389年以前 - 1442年）
2. ヤドヴィガ（1389年から1397年の間 - 1439年） - 1410年、ハンガリーの大貴族ガライ・ヤーノシュと結婚
3. ツィンバルカ（1393年から1395年の間 - 1429年） - 1412年、オーストリア公エルンスト（鉄公）と結婚
4. エウフェミア（1395年/1398年 - 1447年） - 1412年、チェシン公ボレスワフ1世と結婚
5. アメリア（1396年から1399年の間 - 1434年） - 1413年、マイセン辺境伯ヴィルヘルム2世と結婚
6. カジミェシュ2世（1396年から1407年の間 - 1442年）
7. トロイデン2世（1397年から1410年の間 - 1427年）
8. ヴワディスワフ1世（1398年から1411年の間 - 1455年）
9. アレクサンデル（1400年 - 1444年） - 枢機卿、アクイレイア総大司教
10. アンナ（1407年/1413年 - 1435年以前） - 1427年、ミーコラス・ジーギマンタイティス（リトアニア大公ジーギマンタス・ケーストゥタイティスの息子）と結婚
11. マリア（1408年から1415年の間 - 1454年） - 1432年、ポメラニア＝スタルガルト＝スウプスク公ボギスラフ9世と結婚
12. カタジナ（生没年不詳） - 1440年、ミーコラス・ジーギマンタイティスと結婚